# ديفيد لامب
ديفيد لامب (بالإنجليزية: David Lamb)‏ هو لاعب كرة قاعدة أمريكي، ولد في 6 يونيو 1975 في West Hills, Los Angeles ‏ في الولايات المتحدة.

## وصلات خارجية
- ديفيد لامب على موقعبيزبول رفرنس.كوم (الدوري الرئيسي) (الإنجليزية)
- ديفيد لامب على موقعبيزبول رفرنس.كوم (الدوري الثانوي) (الإنجليزية)
- ديفيد لامب على موقع مشجعي الرسوم البيانية (الإنجليزية)